# Квартет за Близкия изток
Квартетът за Близкия изток, наричан още Близкоизточен квартет и Близкоизточна четворка, представлява обединение на усилията на Организацията на обединените нации, Съединените американски щати, Руската федерация и Европейския съюз за урегулиране на мирния процес за решаване на израелско-палестинския конфликт.
Групата е основана през 2002 г. в отговор на ескалиралото напрежение в Близкия изток.

## Състав
Към 2023 г. квартетът е в състав:
- ООН е представена от генералния секретар Антониу Гутериш
- ЕС е представен от върховния комисар по външна политика и безопасност Жозеп Борел
- САЩ са представени от държавния секретар Антъни Блинкен
- Русия е представена от външния министър Сергей Лавров
- Специален пратеник от 2019 г. е Джон Н. Кларк